# Patrick Messina
Pour les articles homonymes, voir Messina.
Patrick Messina est un clarinettiste français, né à Nice le 16 mai 1972.

## Biographie
Né à Nice, de parents siciliens et espagnols, il commence la clarinette à l'âge de dix ans. Apprenant auprès de Claude Crousier au Conservatoire de Nice et réalisant un travail de fond avec son père, il progresse particulièrement vite. Dès ses 14 ans, il intègre le Conservatoire national supérieur de musique et de danse de Paris (CNSMDP). Il y perfectionne sa technique auprès de Guy Deplus, puis fait évoluer son interprétation et sa musicalité sur les conseils de Michel Arrignon. Il y est récompensé par les Premiers Prix de clarinette et de musique de chambre, avant d'obtenir la bourse Lavoisier qui lui permet de partir étudier aux Etats-Unis auprès de Franklin Cohen au Cleveland Institute of Music et Ricardo Morales au Mannes College de New York.
Parallèlement à ses activités de soliste, il travaille pendant six ans avec le Metropolitan Opera de New York, sous la direction de James Levine, Valery Gergiev ou encore Leonard Slatkin.
En 2003, il devient 1ère clarinette solo de l’Orchestre National de France sous la direction de Kurt Masur.
Il se produit en soliste sous la direction de Riccardo Muti, Bernard Haitink, Tan Dun, Daniele Gatti, Yehudi Menuhin, Kristjan Järvi, Jaap Van Zweden, Sascha Goetzel, Anton Nanut, John Axelrod, Josep Vicent et Trevor Pinnock, avec notamment l’Orchestre Symphonique de Houston, l’Orchestre National de France, l'Orchestre de Cannes, l'Orchestre de Chambre de Paris, l'Orchestre des Nations, l’Orchestre National d’Ile-de-France, l’Orchestre de chambre de Toulouse, l’Orchestre Philharmonique de Incheon (Corée), l’Orchestre Philharmonique National d’Ukraine, le Tokyo Kioi Sinfonietta ou encore l’Orchestre de Chambre de Zurich.
En 2010, il crée le Concerto Autumn Pictures de Bechara El Khoury avec l’Orchestre de chambre de Paris au Châtelet sous la direction d’Olari Elts.
On le retrouve aujourd’hui dans de nombreux festivals à travers le monde, comme au festival de Gstaad, mais aussi à Mecklenburg-Vorpommern, au festival dei due mondi à Spoleto, au Savannah music festival, Mitte Europa, au festival de musique de Schleswig-Holstein. En France, il est régulièrement invité à jouer au festival Pablo Casals de Prades, aux Flâneries Musicales de Reims, au festival Musique & Nature en Bauges, aux soirées musicales de Grimaud, au festival de Menton, à l'Offrande musicale à Tarbes, au Domaine du Rayol, à Jazz à Vienne, au festival Messiaen au Pays de la Meije, ou encore au Festival Berlioz.
Particulièrement demandé en musique de chambre, il a notamment comme partenaires réguliers Jean-Yves Thibaudet, Roger Muraro, Garrick Ohlsson, Fabrizio Chiovetta, Lise Berthaud, Henri Demarquette, Menahem Pressler, Jean-Marc Luisada, Philippe Bianconi, Kian Soltani, Edita Gruberova, Renaud Capuçon, Xavier Phillips, Gautier Capuçon, le Philharmonia Quartett Berlin, les Quatuors Diotima, Hermès, Fine Arts, Parker, Vogler, Aron, Debussy, Parisii, Carducci, et le Beaux-Arts Trio.
De plus, son intérêt pour les musiques du monde et l’improvisation l’amène à collaborer avec des artistes comme Ira Coleman, Mark Feldman, Lionel Loueke, Chico Pinheiro et le producteur Robert Sadin. Il a participé avec ce dernier à l’enregistrement de Placido Domingo Encanto del mar paru chez Sony et à l’album The Journey de Lionel Loueke (Aparté, 2018). En 2021, il participe également à l'album Djourou de Ballake Sissoko en compagnie de Vincent Segal.
Depuis 2011, il est professeur à l’École normale de musique à Paris.
En juin 2016, il a été nommé Membre Honoraire de la Royal Academy of Music à Londres, où il est également professeur invité.
Il est depuis 2004 conseiller artistique pour la manufacture d'instruments Buffet Crampon , et lance en 2025 sa propre gamme de ligature éponyme avec l'atelier Yikuan.
En 2020, il cofonde le festival de musique de Caunes-Minervois avec Frederic Guiraud dans l'Aude dont il devient le directeur artistique. Son ambition est de mêler jazz, musique du monde, et musique classique ainsi que de mettre à l'honneur de jeunes talents prometteurs. Le festival de Caunes est jumelé depuis l'édition 2023 avec le festival Borgo in Musica en Sicile dont le premier prix est invité à se produire sur la scène du festival.
Il est représenté par l'agence Hugo Panonacle.

## Instrument
Patrick Messina joue sur clarinettes Vintage et Légende Buffet Crampon.

## Discographie
- Mozart: Concerto pour clarinette et orchestre, K. 622 - Quintette pour clarinette et cordes, K. 581 (2012, Harmonia Mundi), accompagné par l'Orchestre National de France sous la direction de Riccardo Muti, et le Philharmonia Quartett Berlin du Philharmonique de Berlin.
- El-Khoury: Concerto for Clarinet (Live, 2014, Naxos) - Création de Bechara El-Khoury.
- Schumann : Music for clarinet (2017, Aparté), avec Fabrizio Chiovetta et Pierre Lenert - Pièces majeures pour clarinette de Robert Schumann.
- Songs (2020, Aparté), avec Fabrizio Chiovetta - Oeuvres américaines (André Prévin, Gerschwin, Charles Ives, Bernstein).
- Djourou (2021, No Format!) avec Ballake Sissoko et Vincent Segal - "Jeu sur la symphonie fantastique".
- Kaleidoscopic (2021, Aparté) avec Fabrizio Chiovetta et Henri Demarquette  - Compositions d'Arvo Pärt, Jaan Rääts et Henryk Górecki.
- Mozart, Bruch (2025, Aparté) avec Lise Berthaud et Fabrizio Chiovetta.

## Distinctions et réception critique

### Prix
- 1er Prix – Concours International East & West Artists – New York, USA (1998)
- 1er Prix – Concours International Heida Hermanns – Connecticut, USA (1996)
- 1er Prix Concours Houston Symphony / Ima Hogg – Houston, USA (1996)
- Lauréat de la Fondation Yehudi Menuhin (1991)

### Récompenses
Son disque Schumann : Music for clarinet (2017) a été salué d'un 5 de Diapason et 5 de Musica. Kaleidoscopic (2021) a été récompensé par un « Choc » de Classica ainsi que par 5 étoiles du magazine Pizzicato.